# Snežana Bogosavljević Bošković
Snežana Bogosavljević Bošković, cyr. Снежана Богосављевић Бошковић (ur. 26 stycznia 1964 w Ivanjicy) – serbska polityk, agronom i nauczyciel akademicki, profesor, parlamentarzystka, od 2014 do 2016 minister rolnictwa i środowiska.

## Życiorys
Absolwentka wydziału nauk rolniczych Uniwersytetu w Kragujevacu z siedzibą w Čačaku. Magisterium (1990) i doktorat (1994) uzyskiwała na wydziale rolniczym Uniwersytetu w Belgradzie. Od 1987 zawodowo związana z macierzystą uczelnią w Čačaku, specjalizując się w zagadnieniach dotyczących zootechniki. W 2006 objęła pełne stanowisko profesorskie, została także kierownikiem jednej z katedr. Jest autorką lub współautorką około 200 publikacji naukowych.
W 1990 wstąpiła do postkomunistycznej Socjalistycznej Partii Serbii, dołączyła do władz krajowych tego ugrupowania, a także objęła funkcję wiceprzewodniczącej lokalnych struktur SPS. W 2012 i 2014 uzyskiwała mandat posłanki do Zgromadzenia Narodowego. W kwietniu 2014 z rekomendacji socjalistów objęła urząd ministra rolnictwa i środowiska w rządzie Aleksandara Vučicia. W 2016 ponownie weszła w skład serbskiego parlamentu, w sierpniu tegoż roku zakończyła pełnienie funkcji rządowej.
Snežana Bogosavljević Bošković jest mężatką, ma jedno dziecko.